# Hladová zeď
Hladová zeď, nazývaná také Zubatá (německy die Hungermauer), je opuková hradba na pražském Petříně, kterou nechal v letech 1360–1362 postavit český král Karel IV., aby zesílil městské opevnění Pražského hradu a Malé Strany proti útoku ze západu a jihu. Původně byla přibližně 4–4,5 m vysoká a 1,8 m široká. V horní části byla opatřena cimbuřím, ochozem, střílnami a několika (údajně osmi) předsunutými věžemi (bastiony). Táhla se od Újezdu až po Strahov a dál za něj k Hradčanům.

## Historie
V roce 1624 byla zeď opravena, v polovině 18. století pak z příkazu královny Marie Terezie dále opevněna. Během dlouhé doby existence zdi byly prováděny mnohé další opravy (v moderní době např. 1923–1925, 1975) a různě probourávány a opět zazdívány průchody skrz zeď.
Jeden z bastionů (pětiboká předsunutá věž) Hladové zdi tvoří základ hlavní kupole dnešní Štefánikovy hvězdárny a na Hladové zdi prováděl svá měření ředitel klementinské hvězdárny Alois Martin David, když stanovoval rozdíl zeměpisných poloh Prahy a Drážďan.

## Pověsti

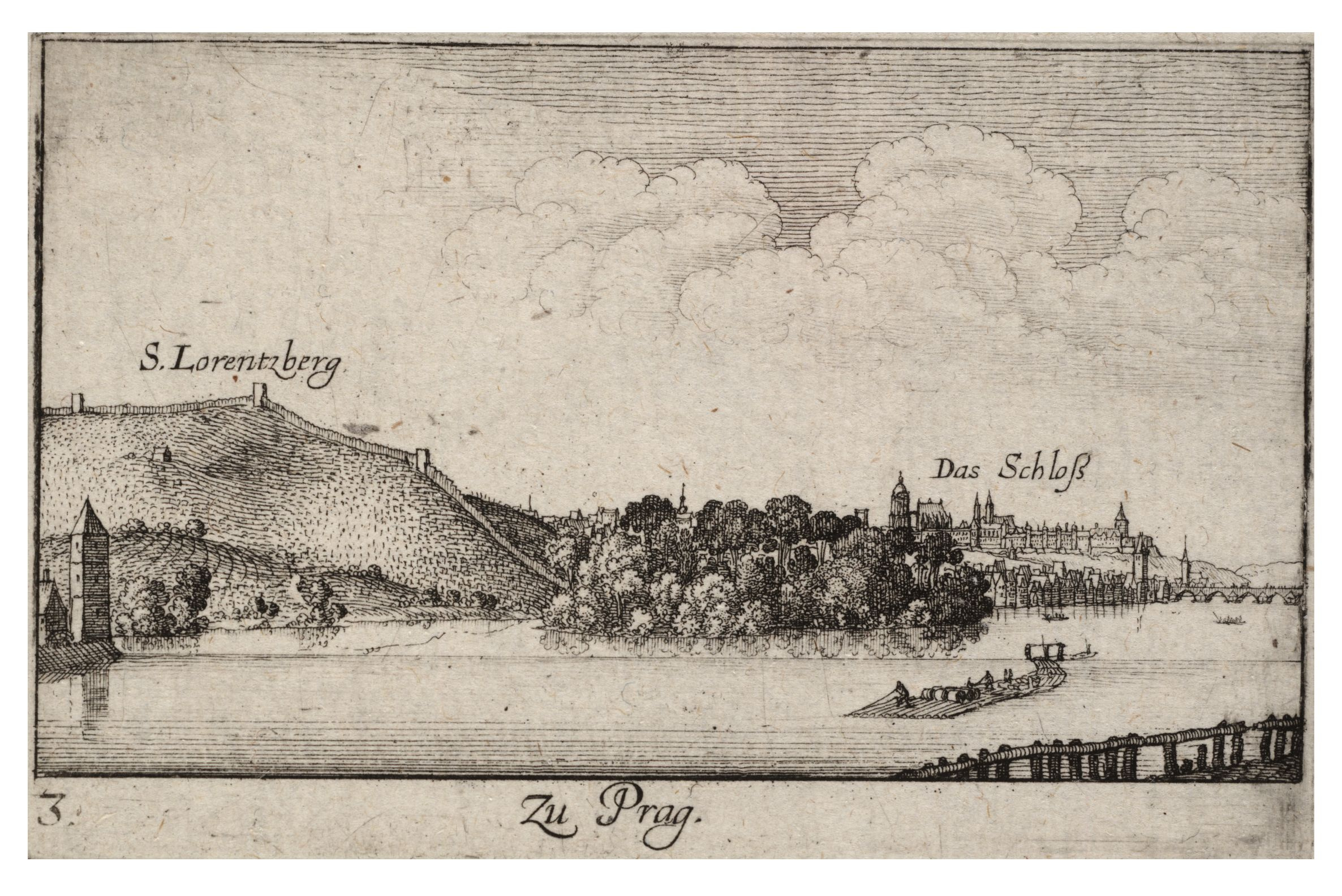
Pohled na Pražský hrad a Petřín s Hladovou zdí od Václava Hollara ze 17. století

Zdi se začalo říkat „Hladová“ až později ve vztahu k hladomoru, který vypukl v roce 1361. V té době na stavbě pravděpodobně našla obživu část nezaměstnané městské chudiny a podle pověstí právě pomoc chudým byla účelem budování zdi.
Historické spisy Václava Hájka z Libočan nebo Bohuslava Balbína se o díle vyjadřují takto:
Karel proto tak činil, aby milované město rodné před úkladem nepřátel ochránil a též proto, aby lidu pražskému, hladem právě strádajícímu, výživy poskytl. Císař nazýval dělníky na stavbě zaměstnané svou vřele milovanou rodinou. Každodenně k lidu na Petříně pracujícímu sám docházel. Oblékna pak haleny dělnické sám, Karel při stavbě pracoval po několik hodin denně.